# ABB (entreprise)
Pour les articles homonymes, voir Brown, Boveri et ABB.

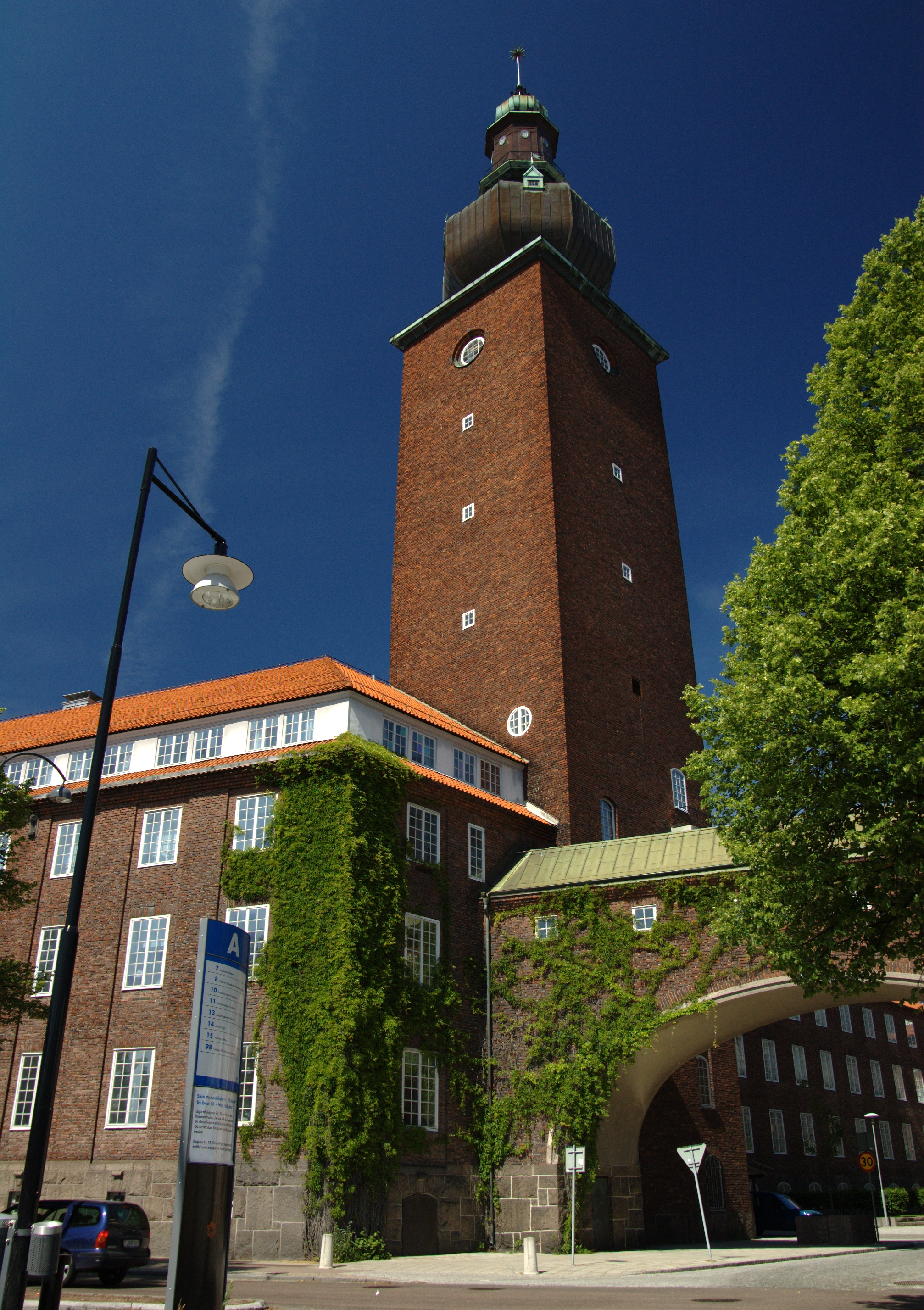
Le siège suédois de l'entreprise à Västerås.

La présence d'ABB dans le monde.

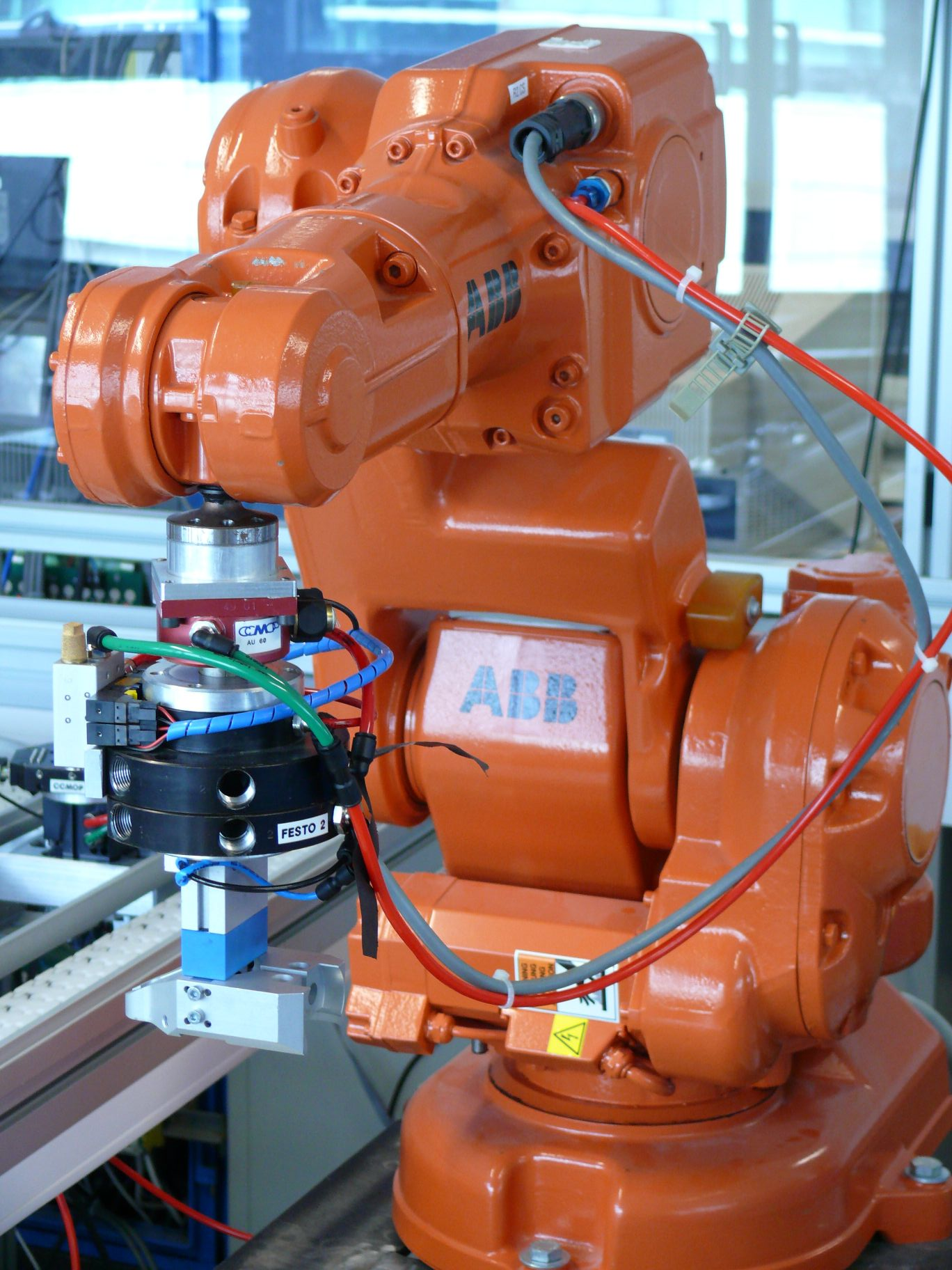
Un robot de l'entreprise à Villeneuve-d'Ascq.

ABB (sigle d’ASEA Brown Boveri) est une entreprise suédo-suisse dont le siège social est basé à Västerås, en Suède, et à Zurich, en Suisse. Elles sont spécialisées dans les technologies de l’énergie et de l’automatisme. Présente dans près de 100 pays, avec environ 110 000 collaborateurs (2017) et un chiffre d'affaires de 33,8 milliards de dollars US (2016), ABB est un important  conglomérat. Le groupe est classé 314e au classement Fortune Global 500 en 2017. Jusqu'à la vente de la division électricité en 2020, ABB était le premier employeur industriel de Suisse.

## Histoire

### Origines d'ABB
ABB naît en 1988 de la fusion de deux entreprises, ASEA et Brown, Boveri & Cie, ayant pour origine la fin du XIXe siècle. Le premier directeur général d'ABB est l’ancien directeur général d'ASEA, Percy Barnevik, qui dirigera l'entreprise jusqu’en 1996.

#### ASEA
En 1883, Ludwig Fredholm fonde l'Elektriska Aktiebolaget i Stockholm (Compagnie électrique de Stockholm), qui fusionne en 1890 avec Wenströms & Granströms Elektriska Kraftbolag (Compagnie électrique Wenström et Granström), elle-même fondée en 1889 par Jonas et Göran Wenström. Il résulte de cette fusion l'ASEA, ou Allmänna Svenska Elektriska Aktiebolaget (Compagnie électrique générale suédoise), qui connaîtra rapidement des problèmes et sera acquise et réorganisée par la banque privée Stockholms Enskilda Bank. Elle connaîtra ensuite rapidement un succès international, ainsi qu'une présence très forte en Suède dans le domaine de l'énergie et de l'électricité, où elle construira notamment neuf centrales nucléaires (années 1960). On compte parmi ses innovations marquantes la première ligne commerciale de haute tension à courant continu, les premiers diamants industriels (1953) et le premier robot complètement électrifié, l'ASEA IRB (1975).

#### Brown, Boveri &Cie
En 1891, Charles Eugene Lancelot Brown (en) et Walter Boveri, deux anciens employés de la Maschinenfabrik Oerlikon, fondent l'entreprise Brown, Boveri & Cie (BBC) en 1891 à Baden en Suisse. La société se spécialise dans l’électricité et produit des moteurs AC et DC, des générateurs, des turbines à vapeur et des transformateurs. Elle devient vite un groupe multinational avec des filiales dans plusieurs pays européens, notamment la Compagnie électro-mécanique en France en 1894, ou via l'entreprise Vickers en Grande-Bretagne qui est autorisée par un accord de licence (1919) à fabriquer des produits Brown Boveri et les vendre dans l'Empire britannique ainsi que certains pays d'Europe. Brown Boveri & Cie fabrique également des locomotives et des tramways. L'entreprise acquerra Maschinenfabrik Oerlikon en 1967. En 1994 ABB créé ABB Flexible Automation qui regroupe ses activités d'automatisation avec des acquisitions récentes la filiale de Renault consacrée à la robotique (Acma).

### Acquisitions depuis 2010
En 2010, ABB acquiert Ventyx, un éditeur américain de logiciel pour l'industrie, pour environ 1 milliard de dollars.
En 2011, ABB fait l’acquisition dans une transaction en cash de Baldor Electric USA (en) pour 4,2 milliards de dollars,.
Le 30 janvier 2012, ABB acquiert Thomas & Betts (en), une entreprise américaine spécialisée dans les composants électriques, pour 3,9 milliards de dollars,.
Le 15 juin 2012, ABB acquiert l'entreprise Tropos, spécialisée dans la technologie sans fil commerciale et industrielle.
En juillet 2013, ABB acquiert Power-One via une transaction d'un milliard de dollars US en cash, ce qui en fait le premier fabricant mondial d'onduleurs solaires.
En avril 2017, ABB annonce l'acquisition de B&R, entreprise autrichienne spécialisée dans l'automatisation industrielle, pour un montant estimé proche de 2 milliards de dollars.
En septembre 2017, ABB annonce l'acquisition de certaines activités liées aux équipements de distribution électriques de General Electric pour 2,6 milliards de dollars.
Le groupe ABB devient le partenaire de la Formule E en janvier 2018.
En décembre 2018, ABB annonce céder une participation de 80 % de son activité dans les réseaux électriques à Hitachi pour 7,7 milliards de dollars,. En juillet 2019, ABB offre 470 millions de dollars pour ses activités déficitaires d'onduleur solaire à Fimer, une entreprise italienne.
En juillet 2021, ABB annonce l'acquisition de l'entreprise espagnole de robotique ASTI pour un montant non dévoilé. Le même mois, ABB annonce la vente sa filiale Dodge, spécialisée dans les transmissions, pour 2,9 milliards de dollars à RBC Bearings.

## Bourse
Le groupe ABB est coté à la bourse de Zurich et à la bourse de Stockholm depuis 1988, ainsi qu'à la bourse de New York depuis 2001. L'entreprise est la cinquième plus importante du Swiss Market Index (SMI) et fait systématiquement partie des 30 sociétés dont les actions sont les plus échangées à la bourse de Stockholm, l'OMX Stockholm 30.
L’unité indienne du groupe ABB, ABB India Limited, est cotée à la bourse nationale indienne et à la bourse de Bombay. La filiale indienne d'ABB a une capitalisation boursière de plus de 4 milliards de dollars.

## Activités et produits
ABB est le plus grand constructeur de réseaux électriques au monde et est actif dans de nombreux secteurs[réf. souhaitée]. Ses cœurs de métier initiaux étaient les technologies de l'énergie et de l'automation. La société est constituée en quatre divisions, elles-mêmes subdivisées en unités d'affaires (business units/BU) et sert les marchés des industries de process et manufacturières, des infrastructures et du résidentiel. ABB a connu une réorganisation en janvier 2010.

### Divisions de l'entreprise

#### Produits d'électrification
Les produits d’électrification constituent les composants principaux utilisés pour le transport et la distribution d’électricité. La division produit notamment des transformateurs, des appareillages, des disjoncteurs, des câbles et l’équipement associé. Elle propose aussi des produits de basse tension, comme des disjoncteurs, des contacteurs des produits de commande, des accessoires de câblage et de raccordement des parafoudres, des interrupteurs sectionneurs, des armoires et des tableaux basse tension protégeant les personnes, les immeubles et les équipements. Pour l'industrie des produits, afin de sécuriser les machines, des relais de mesures et des démarreurs électroniques progressifs sont conçus[réf. souhaitée]. Des produits basés sur le standard KNX automatisent les installations électriques des bâtiments, les systèmes de ventilation et de sécurité ainsi que les réseaux de communication.

#### Réseaux électriques
La division des systèmes d’énergie propose des systèmes et des services clés en main destinés aux réseaux de transport et de distribution d’énergie et aux centrales électriques. Les principales applications sont les postes électriques et les systèmes d’automation des postes, et d’autres utilisations comprennent notamment des systèmes de transmission flexible en courant alternatif (FACTS), des systèmes en courant continu à haute tension (CCHT) et des systèmes de gestion de réseaux. Sont aussi mis en vente des produits et des services d'instrumentation, de commande et d’électrification des centrales électriques.

#### Robotique et moteurs industriels
Cette division propose des produits, des solutions et des services qui améliorent la productivité industrielle et l’efficacité énergétique. Elle comprend des moteurs, des générateurs, des variateurs de vitesse, des automates programmables (PLC), de l’électronique de puissance et de la robotique offrant puissance, mouvement et commande pour une large gamme d’applications automatisées[réf. souhaitée]. ABB est également leader dans le domaine des éoliennes[réf. souhaitée]. L'entreprise a installé près de 120 000 robots[réf. souhaitée]. En 2006, le siège social de la section robotique déménage à Shanghai en Chine et celui de la Recherche & Développement à Bangalore en Inde.

#### Automatisation industrielle
Cette division vend des services de contrôle et à d’optimisation d’usines, et des applications industrielles. Les industries desservies comprennent les secteurs du pétrole et du gaz, des produits chimiques et pharmaceutiques, de la pâte à papier, des métaux et minerais, le secteur naval et les turbocompresseurs.

### Système TOSA

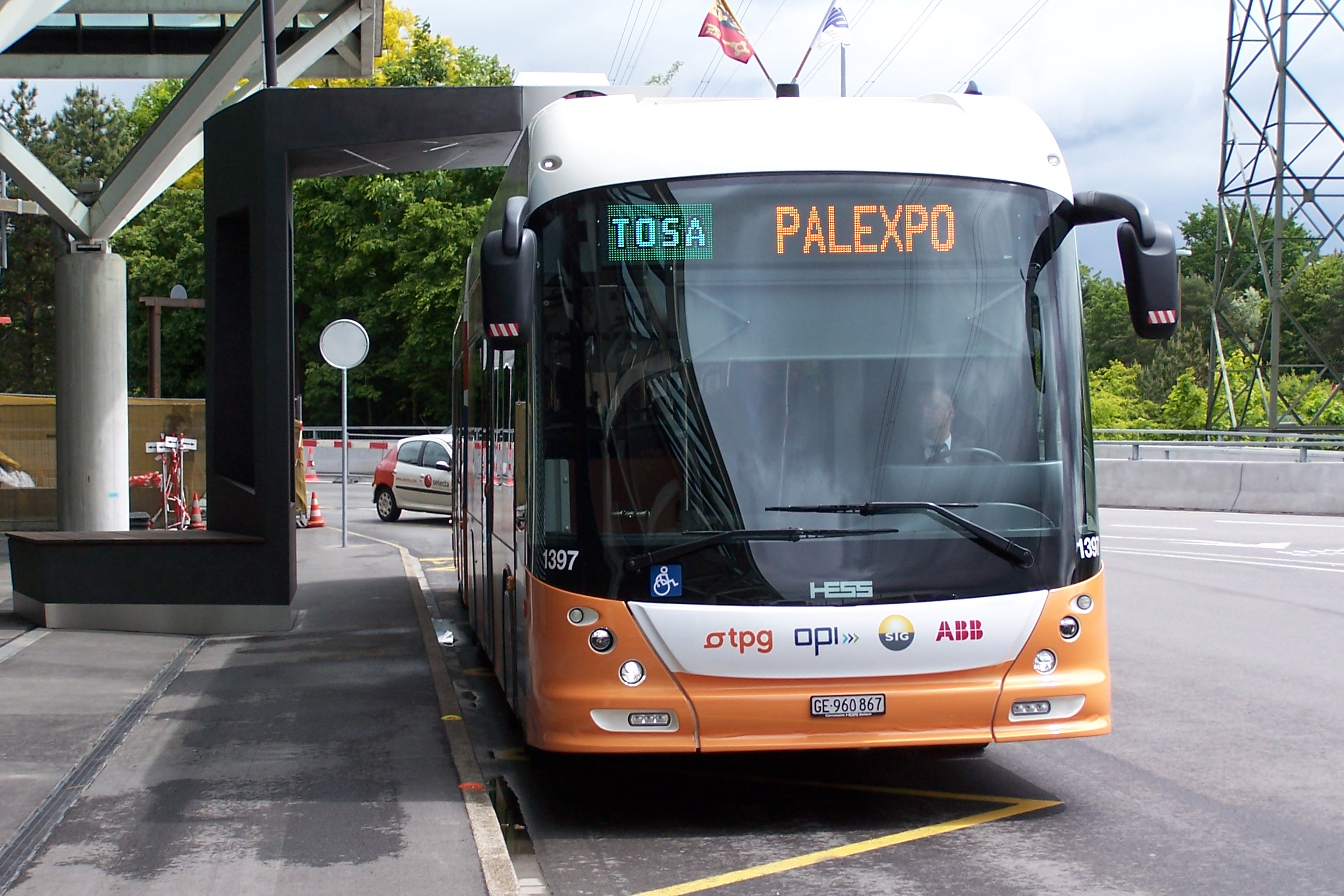
Bus de marque Hess équipé du système TOSA (Trolleybus optimisation du système d'alimentation) à Genève Aéroport

En mai 2013, ABB Sécheron SA, en collaboration avec les Services Industriels de Genève, les Transports Publics Genevois et l'Office de la promotion industrielle du Canton de Genève, met au point le système Trolleybus optimisation du système d'alimentation (TOSA).

## Direction de l'entreprise
Direction générale : Ulrich Spiesshofer (depuis septembre 2013)
- Septembre 2008 - septembre 2013 : Joseph Hogan (de)
- Février 2008 - septembre 2008 : Michel Demaré (ad interim)
- Janvier 2005 - février 2008 : Fred Kindle (de)
- Septembre 2002 - décembre 2004 : Jürgen Dormann (de)
- Janvier 2001 - septembre 2002 : Jörgen Centerman
- Janvier 1997 - décembre 2000 : Göran Lindahl
- 1987 - 1996 : Percy Barnevik

Présidence du conseil d’administration : Peter Voser (depuis avril 2015)
- 2007 - 2015 : Hubertus von Grünberg (de)
- 2001 - 2007 : Jürgen Dormann

Donald Rumsfeld, ancien secrétaire à la défense des États-Unis, a été membre du conseil d'administration de 1990 à 2001.

## Actionnaires
Liste des principaux actionnaires au 9 janvier 2022 :
| Actionnaire                                      | %      |
| ------------------------------------------------ | ------ |
| Investor AB                                      | 12,9 % |
| Cevian Capital (en)                              | 5,16 % |
| ABB (autodétention)                              | 3,14 % |
| Capital Research & Management (World Investors)  | 3,12 % |
| The Vanguard Group                               | 2,13 % |
| Norges Bank Investment Management                | 2,13 % |
| UBS Asset Management Switzerland                 | 1,79 % |
| Swedbank Robur Fonder                            | 1,57 % |
| Crédit Suisse Asset Management (Schweiz)         | 1,24 % |
| Capital Research & Management (Global Investors) | 0,95 % |

## Critiques et controverses

### Corruption
ABB est condamnée en 2010 aux États-Unis à 58,3 millions de dollars pour des faits de corruption au Mexique et en Irak. L'entreprise avait « effectué des versements d'au moins 2,7 millions de dollars pour obtenir des contrats qui ont généré plus de 100 millions de dollars de chiffre d'affaires ».